# Dambořice
Dambořice település Csehországban, Hodoníni járásban. Dambořice Násedlovice, Žarošice, Krumvíř, Klobouky u Brna, Kobeřice u Brna, Heršpice, Velké Hostěrádky és Uhřice településekkel határos. Lakosainak száma 1536 fő (2024. január 1.).

## Népesség
A település lakosságának változását az alábbi diagram mutatja:
| Lakosok száma | 2010 | 1982 | 2114 | 1892 | 1453 | 1251 | 1391 | 1409 | 1485 | 1536 |
|               | 1869 | 1890 | 1921 | 1950 | 1980 | 2001 | 2017 | 2019 | 2022 | 2024 |